# Corydalis pterygopetala
Corydalis pterygopetala är en vallmoväxtart. Corydalis pterygopetala ingår i släktet nunneörter, och familjen vallmoväxter.

## Underarter
Arten delas in i följande underarter:
- C. p. macrocarpa
- C. p. pterygopetala
- C. p. divaricata
- C. p. ecristata
- C. p. megalantha
- C. p. parviflora